# Ion Simion I. Florea
Simion Ion I. Florea (n. secolul XIX, Nojag, județul Hunedoara – d. 1958, Nojag, județul Hunedoara) a fost un deputat în Marea Adunare Națională de la Alba Iulia, organismul legislativ reprezentativ al „tuturor românilor din Transilvania, Banat și Țara Ungurească”, cel care a adoptat hotărârea privind Unirea Transilvaniei cu România, la 1 decembrie 1918 :p. 205.

## Biografie
A făcut școala primară și devine primar al comunei Certejul de Sus, județul Hunedoara, timp de 22 de ani, atât înainte, cât și după Unire :p. 205.

## Activitatea politică
Ca deputat în Adunarea Națională din 1 decembrie 1918, Ion Simion I. Florea a fost delegat al Cercului electoral Deva :p. 205.